# Tom Brittney
Tom Brittney (Gravesend, Inglaterra, 26 de octubre de 1990) es un actor británico.

## Biografía
Tom se entrenó en el "Royal Central School of Speech and Drama" en Londres.

## Carrera
En el 2014 se unió al elenco recurrente de la primera temporada de la serie Outlander donde interpreta al teniente Jeremy Foster, uno de los hombres de Black Jack Randall.
En 2015 apareció como personaje recurrente de la tercera temporada de la serie The Syndicate donde interpretó a Tyler Mitchell, el amigo de 	Amy Stevenson (Daisy Head).
A principios de marzo del 2016 se anunció que Tom se había unido al elenco de la nueva serie Spark donde compartirá créditos con la actriz Lena Olin.

## Filmografía[2]

### Series de televisión
| Año             | Título           | Personaje      | Notas                                |
| --------------- | ---------------- | -------------- | ------------------------------------ |
| 2019 - presente | Grantchester     | Will Davenport |                                      |
| 2017 - presente | Genius           | Conrad Habicht | episodio # 1.3                       |
| 2016 - presente | Spark            | Aiden Stockton |                                      |
| 2014, 2016      | Outlander        | Jeremy Foster  | 3 episodios                          |
| 2016            | The Five         | Ken Howells    | 10 episodios                         |
| 2015            | The Syndicate    | Tyler Mitchell | 3 episodios                          |
| 2015            | Humans           | Greg           | episodio # 1.3                       |
| 2015            | UnREAL           | Roger Lockwood | episodio "Mother"                    |
| 2014            | Casualty         | Preston Starky | episodio "When Nothing Else Matters" |
| 2014            | Pramface         | Ben            | episodio "Enchanted Picnic"          |
| 2014            | Call the Midwife | Jack Rawle     | episodio # 3.7                       |
| 2013            | Doctors          | Ollie Cox      | episodio "A Different Page"          |

### Películas
| Año  | Título                | Personaje  | Notas                                                    |
| ---- | --------------------- | ---------- | -------------------------------------------------------- |
| 2014 | The Unknowns          | Laurence   | Corto - junto a Wayne Ingram, Emma Cohen & Lynn Beaumont |
| 2020 | Greyhound             | Sr. Watson | Junto a Tom Hanks                                        |
| 2025 | De vuelta a la acción | Dylan      |                                                          |

### Teatro
| Obra                   | Personaje | Director         | Teatro       |
| ---------------------- | --------- | ---------------- | ------------ |
| Breathing Corpses      | Charlie   | Laura Wade       | CSSD Theatre |
| On the Razzle          | Melchior  | Stephen Jameson  | CSSD Theatre |
| Loyalty                | Marcus    | Edward Hall      | CSSD Theatre |
| The Merchant of Venice | Bassanio  | Peter McAllister | CSSD Theatre |
| The Country Wife       | Harcourt  | Dick Tuckey      | CSSD Theatre |
| The Cherry Orchard     | Trofimov  | Peter McAllister | CSSD Theatre |